# Bibliotheek Permeke

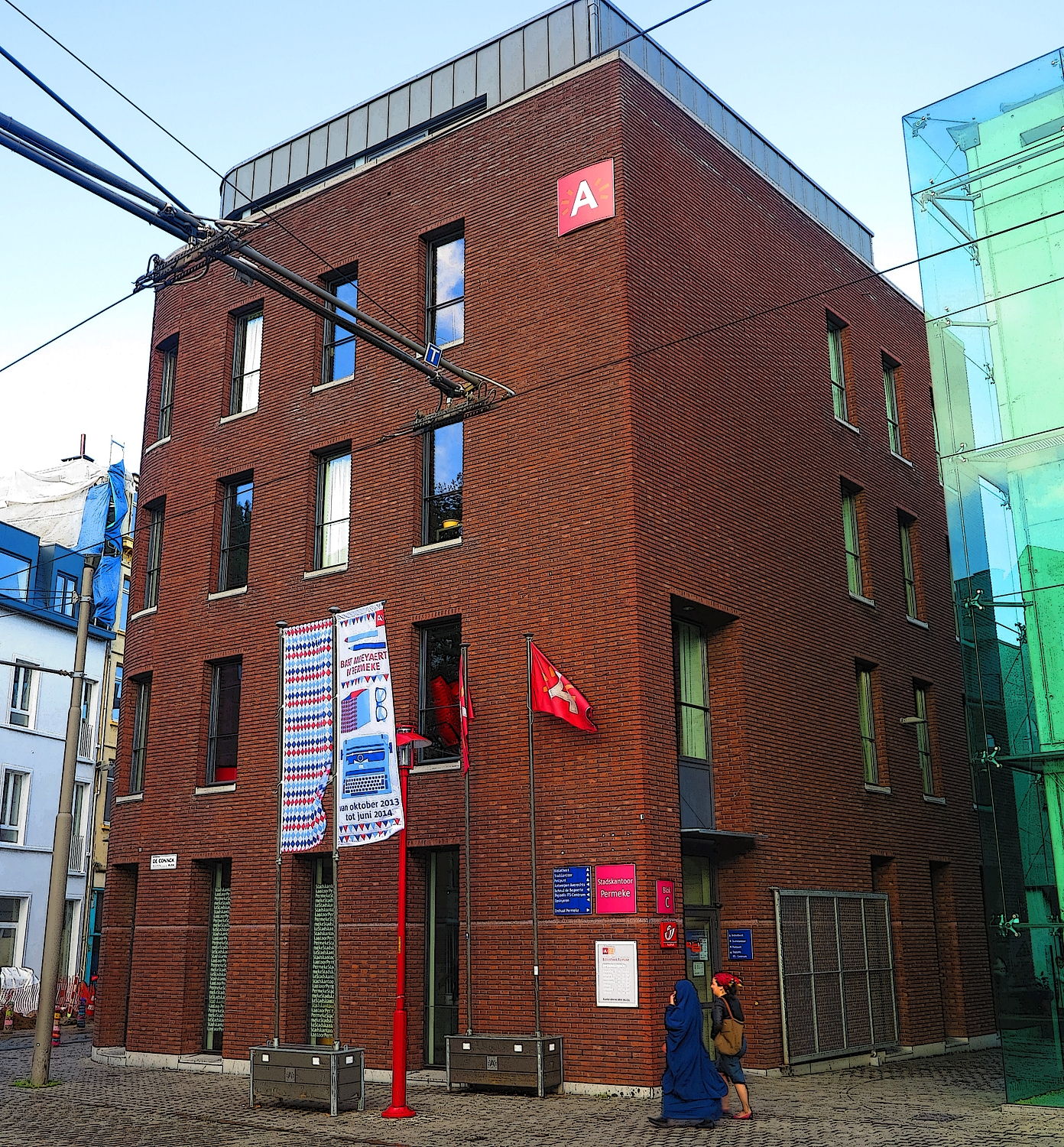

Bibliotheek Permeke is de hoofdvestiging van de openbare bibliotheek van de stad Antwerpen. De bibliotheek opende in 2005 en is gelegen aan het De Coninckplein, in de wijk Amandus-Atheneum in het noordoosten van het stadscentrum.
De bibliotheek bevat nieuwe en klassieke media: boeken, strips, cd’s, dvd’s en muziekpartituren. Hij is gevestigd in een verbouwde garage waar eerder vanaf 1926 wagens van Ford Motor Company werden verkocht en onderhouden door Permeke Motors. De naam van de bibliotheek verwijst naar de voormalige garage, niet naar kunstenaar Permeke.
Het Antwerpse ontwerpbureau Stramien tekende de verbouwingsplannen en superviseerde de verbouwing. Het project kostte 15 miljoen euro zonder btw. Behalve de bibliotheek zijn in het gebouw vergaderlokalen, ontmoetingsplekken en een auditorium met foyer ingericht.

## Geschiedenis
De centrale openbare bibliotheek, 'Volksboekerij' of 'Volksbibliotheek van de Stad' waar hedendaags werk uitgeleend kon worden aan burgers werd ingehuldigd op 1 oktober 1866. Ze werd opgericht naast de Stadsbibliotheek van Antwerpen die al in 1481 was opgericht. Beide bibliotheken kwamen onder het bewind van dezelfde stadshoofdbibliothecaris en waren gehuisvest op het gelijkvloers van het Antwerpse Stadhuis. Binnen de ruimte van de Stadsbibliotheek daar was geen plaats voor uitbreiding, daarom werd de militiezaal in gebruik genomen als bijkomende ruimte voor beide bibliotheken.
De Volksboekerij startte in 1866 met 208 boeken, had er na drie maanden 617, en had in 1870 een catalogus van 2.860 boeken in 4.111 volumes. De eerste drie maanden van 1866 waren er 1.597 uitleningen, in het jaar 1870 waren dit er 48.076. Bibliothecaris Constant-Jacob Hansen bleef de drijvende kracht achter de zoektocht naar bijkomende plaats en overzag de verhuis van beide bibliotheken in 1883 naar het door de stad aangekochte 17de-eeuwse pand, de Sodaliteit, het voormalige professenhuis van de Jezuïetenorde, gelegen aan de Wijngaardstraat en het Jezuïetenplein tegenover de Sint-Carolus Borromeuskerk. De Volksboekerij had toen reeds een twintigduizendtal werken, tegenover de 43.000 van de Stadsbibliotheek.
Ruimtegebrek bleef een probleem en reeds in 1895 viel het besluit de Volksboekerij te verhuizen naar de Blindestraat, in het oude beluik van de stedelijke nijverheidsschool. Deze locatie werd ingehuldigd op 20 augustus 1895. Beide bibliotheken stonden nu apart, vanaf 1902 ook organisatorisch nadat voor ieder een eigen hoofdbibliothecaris werd aangesteld. De Stadsbibliotheek bleef, met uitbreidingen tot aan de Korte Nieuwstraat, op de bestaande locatie en is sinds 2008 gekend als Erfgoedbibliotheek Hendrik Conscience.
De Volksbibliotheek bleef in de Blindestraat tot 1979. De sterk gegroeide belangstelling voor de diensten van de openbare bibliotheek werd opgevangen door de oprichting van uiteindelijk meer dan tien filialen verspreid over het Antwerpse stadsgebied.
In 1979 volgt verhuis en ruimte-uitbreiding. De hoofdzetel van de Antwerpse openbare bibliotheek werd nu gevestigd aan de Lange Nieuwstraat. Deze locatie zou tot 2005 in gebruik blijven, maar het gebouw was al in 2003 verkocht aan de provincie Antwerpen. Deze nam het complex naarmate het vrij kwam tussen 2003 en 2005 in gebruik voor uitbreiding van de Plantijn Hogeschool. De verhuis was een langdurig proces. De eerste diensten aan de Lange Nieuwstraat - waaronder de leeszaal - werden al in juli 2004 afgesloten, het hele gebouw volgde in september 2004 en pas op 22 april 2005 opende Permeke aan het De Coninckplein. De laatste kinderboeken van de collectie werden door 300 kinderen van de school 'De Pijl' in een grote stoet te voet verhuisd op 21 april 2005. Antwerpen was toen acht maanden zonder hoofdbibliotheek geweest.